# Tango Desktop Project

The Tango Desktop Projectのロゴ

The Tango Desktop Projectの [http://tango.freedesktop.org/Tango_Icon_Theme_Guidelines#Color カラーパレット

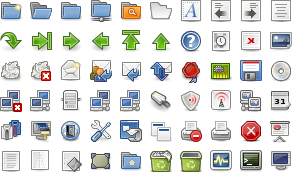
Tangoアイコンライブラリの例

Tango Desktop Projectは、自由・オープンソースであるデスクトップ環境の様々なソフトウェアアプリケーションに対し一貫的なユーザーエクスペリエンスデザインを提供することを目的とするプロジェクトである。主に開発者が容易にソフトウェアを（外見において）デスクトップと統合できるようにすることに主眼が置かれている。プロジェクトの背景には、Freedesktop.orgの異なるデスクトップ環境（KDE、GNOME、Xfceなど）とカスタマイズされたLinuxディストリビューションはビジュアル面において統一されておらず、これにより第三者がLinuxをターゲットに開発を行うことが難しくなっていることがある。このプロジェクトが、Bluecurveのように、様々なデスクトップ環境で使用できるアイコンセットを配布することを目的にしていると言われることがあるが、これは誤解である。スタイル自体が視覚的に区別されるようにすることを目的とはしていない。
このプロジェクトの2つ目の狙いは、各オペレーティングシステムで同時に動いているアプリケーションの外見を適切なものとするスタイルを作成することである。Tango のスタイルに従っているアイコンのデザインを配布しているISV（独立系ソフトウェアベンダー）のアプリケーションはWindows XPや、Mac OS X、KDE、GNOME、Xfceなどにおいて外見が一貫している。
外見に関するガイドラインの他には、アイコンの共通したメタファーを提供することも目的のひとつである。TangoはFreedesktop.orgのStandard Icon Theming Specification（標準アイコンテーマ仕様）に従っており、またFreedesktop.orgのStandard Icon Naming Specification（標準アイコン名前仕様）を、一般的なアイコンと使用されているメタファーに対する名前を定義することによって活発に開発している。
GIMPや、Scribus、GNOMEといった多くの自由なソフトウェアプロジェクトは、アイコンの開発をTangoのスタイルガイドラインに従い行い始めている。
また、ライセンスの指令に従う限り、プロプライエタリソフトウェアにおいてTango Desktop Projectのアイコンを使用することも可能である。Tango Showroomにて挙げられていた例には、VMware Workstation 6やMedsphere OpenVista CISなどがある。